# Model numèric de predicció meteorològica

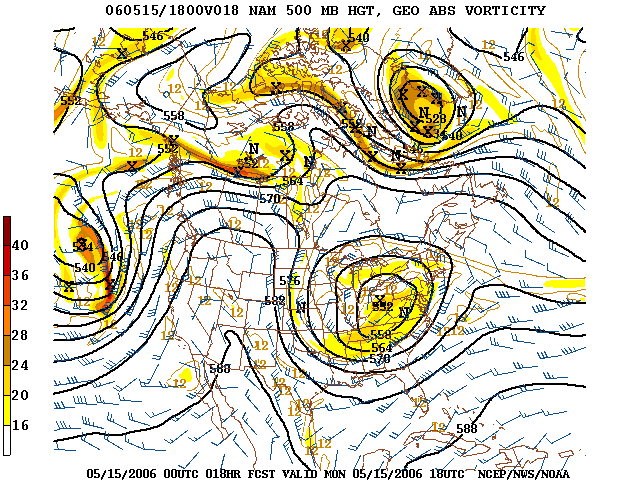
Un exemple de model de predicció numèrica en el cas d'un anticicló a l'alçada de 500 miliBars.

El model numèric de predicció meteorològica utilitza les condicions meteorològiques actuals com un input dins de models matemàtics de l'atmosfera en la predicció meteorològica. Malgrat que els primers esforços per aconseguir això es van fer en la dècada de 1920, no va ser fins a l'arribada dels ordinadors i la simulació assistida per ordinador que va ser possible fer-ho en temps real. La manipulació de l'enorme quantitat de dades i preparar els complexos càlculs necessaris per a fer-ho amb una resolució adient suficient per a fer que els resultats siguin útils requereix fer servir alguns dels superordinadors més potents del món. Un gran nombre de models de predicció, tant a escala regional com global, es fan funcionar per ajudar les prediccions a tot el món. L'ús de models de predicció assemblats ajuden a definir la incertesa en la predicció i estendre la predicció meteorològica més enllà en el futur que de cap altra manera seria possible fer-ho.

## Aspecte físic
L'atmosfera és un fluid. Bàsicament en aquest tipus de prediccions cal mostrejar l'estat del fluid en un moment determinat i fer servir les equacions de la dinàmica de fluids i de la termodinàmica per estimar l'estat del fluid en un temps futur.

## Història
El 1922 el matemàtic britànic Lewis Fry Richardson va ser el primer a proposar una predicció del temps numèrica però no va tenir èxit. La primera predicció amb èxit va tenir lloc l'any 1950 i va ser portada a terme per un equip nord-americà i noruec: Jule Charney, Philip Thompson, Larry Gates i Ragnar Fjörtoft amb el matemàtic John von Neumann, fent servir el famós ordinador ENIAC. Es va fer amb la simplificació que representa les equacions de la vorticitat barotròpica amb això pogueren utilitzar els ordinadors antics que tenien menys memòria i velocitat de càlcul que els posteriors. Amb models posteriors es varen fer servir equacions completes de la dinàmica atmosfèrica i de la termodinàmica. Cap a 1955 aquest tipus de prediccions es van fer usuals sota el projecte conjunt de la força aèria dels Estats Units, la força naval (U.S.Navy) i el servei meteorològic (U.S. Weather Bureau).

## Definició del model de predicció
En aquest context un model és un programa d'ordinador que produeix informació meteorològica per als temps futurs a unes posicions i altituds donades. El domini horitzontal del model és global o sigui que cobreix tota la Terra o regional que en cobreix una part.

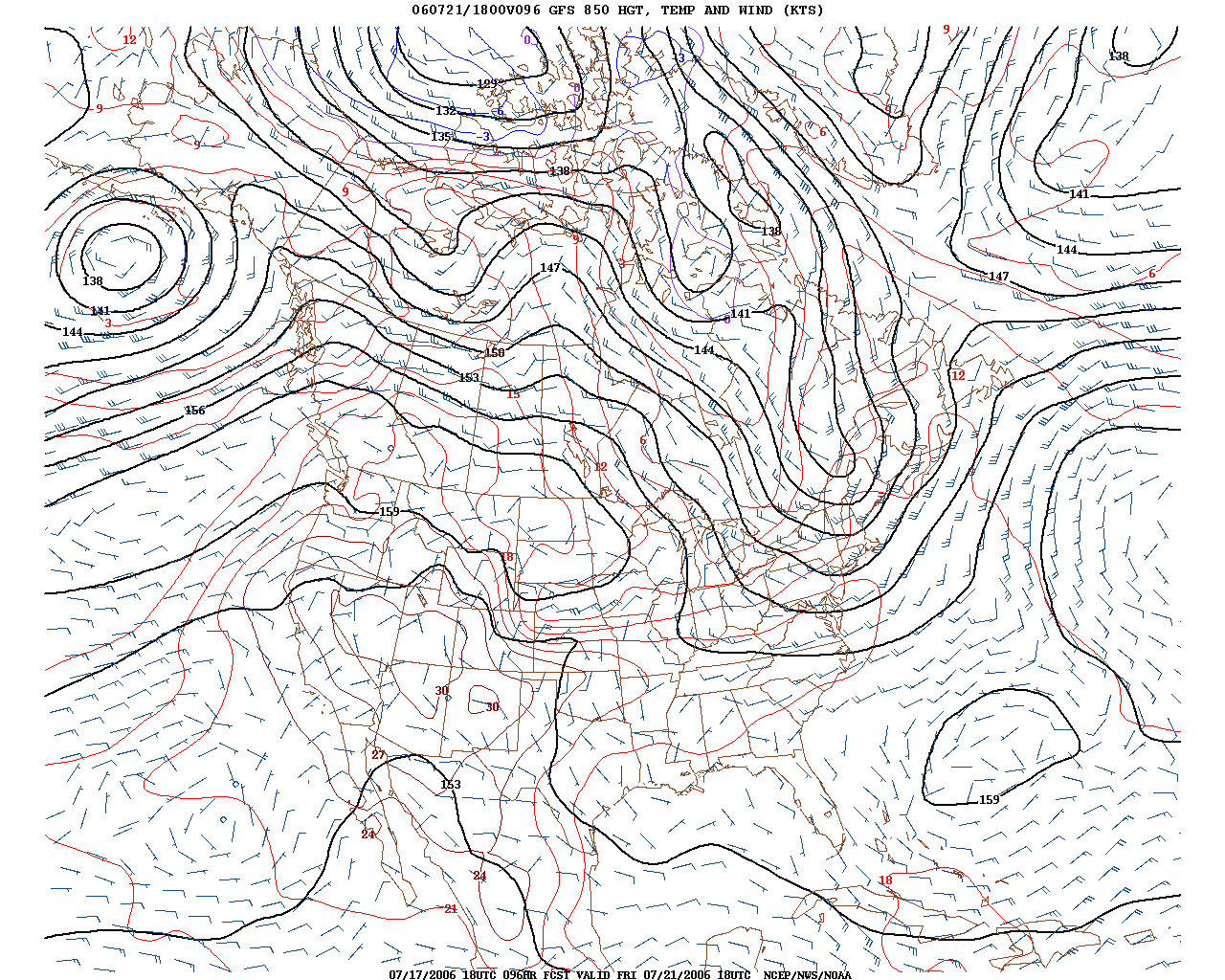
Un pronòstic a 96 hores a l'altitud geopotencial corresponent a 850 mb i la temperatura del Sistema de Predicció Global (Global Forecast System)

Els pronòstics es computen fent servir equacions matemàtiques per a la física i dinàmica de l'atmosfera. Aquestes equacions no són linears i són impossibles de resoldre exactament. Per tant, els mètodes numèrics donen solucions aproximades. Els diferents models fan servir diferents mètodes de solució. Alguns models globals utilitzen mètodes espectrals per a les dimensions horitzontals i mètodes de diferència finits per la dimensió vertical, mentre que els models regionals i altres de globals usualment fan servir mètodes de diferència finits en totes les tres dimensions.
Els models inicialitzen utilitzant dades observades des de radiosondes, satèl·lits meteorològics i observacions de superfície. Les observacions es processen per assimilació de dades i mètodes d'anàlisi objectius que donen control de qualitat i s'obtenen valors en localitzacions utilitzables pels algorismes matemàtics. Les dades aleshores es fan servir per a ser el punt de partida del pronòstic. Normalment, el joc d'equacions usat es coneix com a equacions primitives. Aquestes inicialitzen des de l'anàlisi de dades i taxes de canvi determinades. Aquestes taxes de canvi prediuen l'estat de l'atmosfera durant un curt temps en el futur. les equacions s'apliquen al nou estat atmosfèric per trobar noves taxes de canvi i aquestes prediuen l'estat atmosfèric per un altre espai de temps del futur. Aquest procediment de passos de temps es repeteix contínuament fins a aconseguir el pronòstic desitjat. La llargada dels passos de temps està relacionat amb la distància entre els punts de la taula computacional. Els passos de temps en els models climàtics globals poden ser de l'ordre de desenes de minuts i en els regionals de pocs segons a pocs minuts.

## Estocàstica
Tal com va proposar Edward Lorenz el 1963, és impossible de predir definitivament l'estat de l'atmosfera per la naturalesa caòtica de les equacions de la dinàmica de fluids que hi estan implicades. per tant hi ha una limitació en la resolució espacial i temporal especialment sobre grans masses d'aigua com els oceans que introdueixen incertesa. Per fer front a aquesta incertesa es fan servir models de predicció estocàstics.

## Tècniques numèriques
Malgrat que l'atmosfera és un medi continu, aquestes equacions es resolen només a uns determinats punts per reduir el temps de càlcul. Tots aquests punts configuren de forma conjunta una malla tridimensional. En la mesura que la distància entre aquests punts disminueix (pas de malla), el model és capaç de simular de forma explícita fenòmens meteorològics d'escala més petita i té, per tant, major resolució. Com a contrapartida, això implica també incrementar el temps de càlcul de la simulació. D'altra banda, els efectes dels processos físics que el model no és capaç de resoldre, són estimats mitjançant parametritzacions; és a dir, un conjunt de fórmules matemàtiques que intenten representar de manera aproximada fenòmens d'escala més petita (núvols, fluxos radiatius, turbulència, convecció, etc.).
Encara que tots els models meteorològics es basen en les mateixes lleis físiques existeixen diferències tant en la seva formulació matemàtica com en les tècniques numèriques emprades per resoldre el sistema d'equacions. D'altra banda, també es distingeix si l'àrea geogràfica o domini dins la qual es defineix la malla tridimensional abasta tot el planeta (models globals) o només comprèn una zona concreta (models d'àrea limitada).

## Assimilació de dades
Per predir el possible estat futur de l'atmosfera, cal primer conèixer amb la fidelitat més gran possible el seu estat present. Per això, abans que els models numèrics comencin els seus càlculs, s'engega un procés d'assimilació de dades que consisteix a introduir diferents observacions meteorològiques als models (radiosondatges, estacions de superfície, satèl·lit, radar, etc.) per tal de precisar millor l'estat inicial (anàlisi) de l'atmosfera. Això no obstant, la manca d'observacions meteorològiques a moltes zones del planeta, fa impossible, entre altres factors, poder determinar amb total exactitud l'estat inicial de l'atmosfera.

## Models meteorològics utilitzats en l'actualitat
Els centres meteorològics d'arreu del món utilitzen diversos models en la seva operativa diària. Alguns dels més utilitzats en l'actualitat són els següents:

### Models globals
Cobreixen la totalitat del globus terrestre.
- Model IFS del Centre Europeu de Prediccions Meteorològiques a Mitjà Termini.
- Model GFS (Global Forecast System) del Servei Meteorològic dels EUA.
- Unified Model (Model Unificat) de l'Oficina Meteorològica del Regne Unit.

### Models d'àrea limitada
Cobreixen regions de la terra i necessiten pronòstics dels models globals per a les seves condicions de contorn.
- WRF (Weather Research and Forecasting Model), desenvolupat conjuntament per centres governamentals i de recerca dels EUA.
- MM5 (5a Generació del Model Meteorològic Mesoescalar), desenvolupat conjuntament per la Universitat Estatal de Pennsilvània i l'NCAR.